# Янкишкес (Вильнюс)
Янкишкес (лит. Jankiškės; польск. Jankowszczyzna; устар. Янковщизна, Янкишки) — район Вильнюса, расположен в 7 км к юго-западу от центра города, на левом берегу реки Вилии. На востоке район граничит с Жямейи-Паняряй, с юга и запада окружен Паняряйскими лесами, а на севере ограничен Вилией, на другой стороне которой находится район Букчай.
На востоке Янкишкес переходит в Нижний Панерис, с севера окружен Нерисом (с другой стороны Букчяй и Лаздинеляй ), а с юга и запада окружен Панерийскими лесами ( ландшафтный заповедник эрозионных холмов Панерии ).
Почти всю территорию района занимают различные заводы и фабрики. Лишь на улице Янкишкю (лит. Jankiškių g.) расположено несколько жилых домов.
Янкишкес обслуживают 4, 15 и 18 троллейбусы (остановки Титнаго, Шалтупё и Янкишкю).
К югу от Янкишкес находятся городища Паняряй I и Паняряй II.

## История
В 1905 г. в Рудоминской волости Виленской губернии, в деревне Янкишки проживало 83 человека, в 1931 г. – 143.